# Phrygionis platinata
Phrygionis platinata là một loài bướm đêm trong họ Geometridae.